# Abulcasis

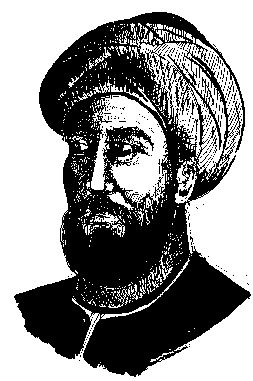
Abulcasis

Abū l-Qāsim Chalaf ibn ʿAbbās az-Zahrāwī (arabisch أبو القاسم خلف بن عباس الزهراوي, DMG Abū l-Qāsim Ḫalaf ibn ʿAbbās az-Zahrāwī; geboren 936 in Madīnat az-zahrāʾ; gestorben 1013 ebenda), geschrieben auch Abū al-Qāsim al-Zahrāwī und kurz Abu l-Qasim, im Abendland auch latinisiert als Alzaharavius, Abulcasis und Abulkasim (auch Abulcasim und Albucasis) bekannt, war ein andalusischer Chirurg und Wissenschaftler arabischer Herkunft. Er war vermutlich der bedeutendste arabischsprachige Arzt des Mittelalters, dessen umfangreiche medizinische Schriften, die arabische und klassisch griechisch-römische Lehren kombinieren, die europäische Medizin bis zur Renaissance geprägt haben. Sein wichtigstes Werk ist at-Tasrif („die Verordnung“), eine 30-bändige Sammlung medizinischen Wissens, von der vor allem der letzte Band, die Chirurgie, bekannt wurde.

## Leben
Abu l-Qasim (übersetzt „Vater des Qasim“) wurde in Madīnat az-zahrāʾ geboren, etwa acht Kilometer westlich von Córdoba in Spanien. Er entstammte dem arabischen Ansar-Stamm, der sich einige Zeit vorher in Spanien angesiedelt hatte. Außer seinem Werk ist nur wenig über sein Leben bekannt, da Madīnat az-zahrāʾ während eines Bürgerkrieges 1010 zerstört wurde.
Seinem Vater begegnet man in den Schriften des Abu Muhammad bin Hazm (993–1064), der ihn in einer Liste der größten maurischen Ärzte Spaniens nennt. Die erste ausführliche Biografie von Abu l-Qasim findet man in al-Humaydis Jadhwat al-Muqtabis („Über andalusische Heiden“), das sechzig Jahre nach Abu l-Qasims Tod verfasst wurde.
Die meiste Zeit seines Lebens lebte er in Madīnat az-zahrāʾ. Dort studierte, lehrte und praktizierte er Medizin und Chirurgie bis kurz vor seinem Tod etwa 1013, zwei Jahre nach der Einnahme von Madīnat az-zahrāʾ.

## Werk

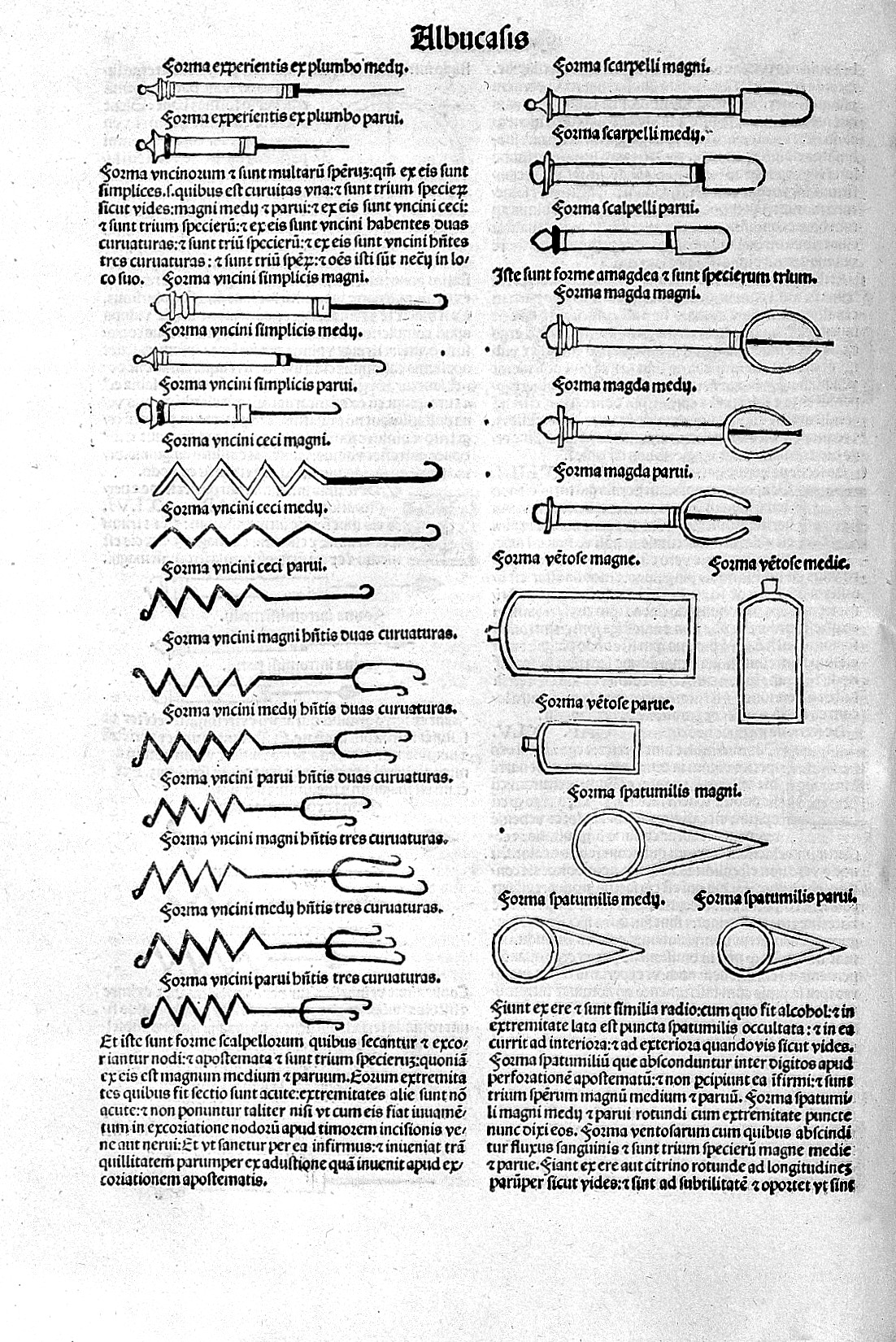
Chirurgische Instrumente des Abulcasis in einer lateinischen Ausgabe des At-Tasrif von Guy de Chauliac, 1500

Abu l-Qasim war in Córdoba ein Hofarzt der Kalifen Abd ar-Rahman III. und al-Hakam II. Er widmete sein gesamtes Leben und sein Genie dem Fortschritt der Medizin als Ganzes und der Chirurgie im Besonderen. At-Tasrif ist eine medizinische Enzyklopädie in 30 Bänden mit Kapiteln über Chirurgie, Medizin, Augenheilkunde, Orthopädie, Pharmakologie, Ernährung und anderes.
Im 14. Jahrhundert zitierte der französische Arzt Guy de Chauliac das at-Tasrif über 200 Mal. Pietro Argallata beschrieb Abu l-Qasim als „ohne Zweifel den Meister aller Chirurgen“. Ihm wird die erste Beschreibung der ektopischen Schwangerschaft 963 zugeschrieben, damals eine tödliche Erkrankung. Abu l-Qasims Einfluss hielt etwa fünf Jahrhunderte an und erstreckte sich bis in die Renaissance, erkennbar an den häufigen Erwähnungen des at-Tasrif durch den französischen Chirurgen Jacques Daléchamps.

## at-Tasrif
Abu l-Qasims 30-bändige medizinische Schrift كتاب التصريف / Kitāb at-Taṣrīf behandelt eine Bandbreite an medizinischen Themen, u. a. Gynäkologie und Geburtshilfe sowie Zahnmedizin. Sein Wissen darüber stammte zum einen Teil aus der Enzyklopädie des byzantinischen Arztes Paulos von Aigina sowie weiteren antiken Quellen und war andererseits Resultat seiner 50-jährigen Laufbahn als Lehrer, Ausbilder und praktizierender Arzt. Er schrieb darin auch über die Wichtigkeit einer positiven Patient-Arzt-Beziehung und berichtete liebevoll von seinen Schülern, die er als „meine Kinder“ bezeichnet. Er betonte auch, wie wichtig es sei, alle Patienten ohne Ansicht ihrer sozialen Herkunft zu behandeln. Er fordert die aufmerksame Beobachtung von individuellen Fällen, um die bestmögliche Diagnose und die beste Behandlung sicherzustellen.
At-Tasrif wurde im 12. Jahrhundert von Gerhard von Cremona ins Lateinische übersetzt und illustriert. Etwa fünf Jahrhunderte lang war es die Hauptquelle mittelalterlichen medizinischen Wissens in Europa und diente als Quelle für Ärzte und Chirurgen. Es kam 1519 in Augsburg als Liber theoricae necnon practicae Alzaharavii in den Druck. Der 28. Abschnitt des Werks aus dem 10. Jahrhundert ist als Liber servitoris bekannt und behandelt das „Einsammeln und Einrichten aller für den Apotheker notwendigen Drogen“.
Die früheste deutschsprachige Rezeption findet sich in Wolfram von Eschenbachs Parzival.
Obwohl es ihm nicht immer richtig zugeschrieben wird, beschreibt Abu l-Qasims at-Tasrif, was später als „Kocher-Methode“ für die Behandlung einer ausgekugelten Schulter und die „Walcher-Lage“ in der Geburtshilfe bekannt wurde. In At-Tasrif wird das Abbinden von Blutgefäßen (eine Methode der Blutstillung, die sich als Unterbindung größerer Gefäße erstmals bei Aulus Cornelius Celsus im 1. Jahrhundert nachweisen lässt) noch vor dessen allgemeiner Wiedereinführung durch Ambroise Paré beschrieben. Es war das erste überlieferte Buch, das verschiedene zahnärztliche Apparate dokumentierte und die Erblichkeit von Hämophilie erklärte.

## Fortschritte in der Chirurgie
Abu l-Qasim war unter anderem Chirurg und wendete häufig die Kauterisation an. Er verwendete (wie die alten Inder) schwarze Ameisen zur Behandlung von Darmwunden und entwickelte auch ein Verfahren zur Darmnaht mittels aus Tierdarm hergestelltem Faden. Er befasste sich außerdem mit der operativen Therapie von Nabelbrüchen und erfand einige chirurgische Instrumente, um
- das Innere der Harnröhre zu untersuchen,
- Fremdkörper in die Speiseröhre zu bringen und zu entfernen,
- das Ohr zu untersuchen.

## Werkausgaben und Literatur
- Methodus medendi. Basel 1541.
- Luisa Arvide Cambra:
  - Un tratado de polvos medicinales en Al-Zahrawi. Servicio de Publicaciones Universidad de Almería, Almería 1994, ISBN 84-8240-002-9.
  - Tratado de pastillas medicinales según Abulcasis. Servicio de Publicaciones Universidad de Almería, Almería 1996, ISBN 84-605-5485-6.
  - Un tratado de oftalmología en Abulcasis. Servicio de Publicaciones Universidad de Almería, Almería 2000, ISBN 84-8240-241-2.
  - Un tratado de odontoestomatología en Abulcasis. Servicio de Publicaciones Universidad de Almería, Almería 2003, ISBN 84-8240-636-1.
  - Un tratado de estética y cosmética en Abulcasis. Grupo Editorial Universitario, Granada 2010, ISBN 978-84-9915-342-1.
- Chirurgia: vollständige Faksimile-Ausgabe im Original-Format von Codex series nova 2641 der Österreichischen Nationalbibliothek. ISBN 3-201-01116-9.
  - Eva Irblich (Hrsg.): Abu 'l Qâsim Halaf Ibn 'Abbâs al-Zahrâuî, Chirurgia. Lateinisch von Gerhard von Cremona. Kommentar zur vollständigen Faksimile-Ausgabe von Codex Series nova 2641 der Österreichischen Nationalbibliothek. Graz 1979.
  - Die Chirurgia des Abu’l Qāsim (Reproduktion und Kommentar), Akademische Druck- und Verlagsanstalt, Graz 2012, ISBN 978-3-201-01965-1.
- Usamah Demeisi: Zur Geschichte der Erforschung von Leben und Werk des Abu l-Qāsim az-Zahrāwī (um 936 – um 1013) unter besonderer Berücksichtigung der Zahnheilkunde. Berlin 1999, ISBN 3-933346-74-6.
- Marianne Engeser: Der „Liber servitoris“ des Abulkasis (936 – 1013). Übers., Kommentar u. Nachdr. d. Textfassung von 1471. Stuttgart 1986 (= Quellen und Studien zur Geschichte der Pharmazia. Band 37), ISBN 3-7692-0967-2 (lateinisch und deutsch).
- Mohammed S. Abu Ganima: Abul-Kasim, ein Forscher der arabischen Medizin. Medizinische Dissertation Berlin 1929.
- Sami Hamarneh: Drawings and pharmacy in al-Zahrâwi’s 10th-century surgical treatise. In: United States National Museum Bulletin. Band 288, 1961, S. 81–94.
- Sami Khalaf Hamarneh, Glenn Sonnedecker: A pharmaceutical view of Abulcasis al-Zahrāwī in Moorish Spain: with special reference to the „Adhān“. Leiden 1963.
- John Channing (Hrsg.): Abulcasis De chirurgia: Arabice et latine. (Cura Johannis Channing natu et civitate Londinensis). 2 Bände, Oxford 1778 (Digitalisat)
- Lucien Leclerc. Aboul Kasim Al Zahravi / Albucasis / Abulcasis . - La chirurgie d'Abulcasis... ; trad. [de l'arabe] par le Dr. Lucien Leclerc. J.-B. Baillière, Paris 1861 (Digitalisat)
- Lutfi Rida: Abulkasim Unfallchirurgie. Düsseldorf 1967.
- Heinrich Schipperges †: Abū’ l-Qāsim Ḫalāf ibn al-ʿAbbās az-Zaḥrāwī (Abulcasis). In: Werner E. Gerabek, Bernhard D. Haage, Gundolf Keil, Wolfgang Wegner (Hrsg.): Enzyklopädie Medizingeschichte. De Gruyter, Berlin / New York 2005, ISBN 3-11-015714-4, S. 1207.
- Heinz Schott: Meilensteine der Medizin. Dortmund 1996, ISBN 3-611-00536-3.
- Mario Tabanelli: Albucasi, un chirurgo arabo dell’ alto medio evo. Florenz 1961.